# 2022年北京オリンピックのサウジアラビア選手団
2022年北京オリンピックのサウジアラビア選手団は、2022年2月4日から2月20日まで中華人民共和国の北京で開催された2022年北京オリンピックのサウジアラビア選手団の名簿。今大会、サウジアラビアは冬季オリンピック初参加となった。

## 選手団
- 人員: 選手 1人
- 開会式旗手: ファイク・アブディ
- 閉会式旗手:（ボランティア）

## 種目別選手・スタッフ名簿及び成績

### アルペンスキー
| 選手               | 種目       | 1回目     | 1回目 | 2回目     | 2回目 | 合計      | 合計 |
| 選手               | 種目       | 結果      | 順位  | 結果      | 順位  | 結果      | 順位 |
| ------------------ | ---------- | --------- | ----- | --------- | ----- | --------- | ---- |
| ファイク・アブディ | 男子大回転 | 1分21秒44 | 51位  | 1分25秒41 | 45位  | 2分46秒85 | 44位 |